# هالة أبو حصيرة
هالة فرحان محمد أبو حصيرة (وُلدت في 26 أكتوبر 1976 في حي الرمال، غزة) دبلوماسية فلسطينية، تشغل منصب سفير دولة فلسطين لدى فرنسا منذ عام 2021.

## التحصيل العلمي
دَرَسَت أبو حصيرة اللغة الإنجليزية وآدابها في جامعة الأزهر في غزة بين عامي 1994 و1998 وحصلت على درجة البكالوريوس، كما حصلت على درجة الماجستير في الدبلوماسية من جامعة مالطا بين عامي 2002 و2003.

## الحياة العملية
عُينت عام 2018 سفيرةً مناوبة لدولة فلسطين في بلجيكا لدى الاتحاد الأوروبي، وفي مارس 2020 عُينت مفوضًا عامًا لدى كندا وفي 23 مايو 2020 قدمت أوراق اعتمادها إلى وزير الخارجية الكندي.
في 4 نوفمبر 2021 قدمت أوراق اعتمادها إلى الرئيس الفرنسي إيمانويل ماكرون سفيرةً لدولة فلسطين.